# Alastair, 2. hertug af Connaught og Strathearn
Alastair, 2. hertug af Connaught og Strathearn (9. august 1914 i Mayfair, London – 26. april 1943 i Ottawa, Canada) var et medlem af det britiske kongehus. 
I de første tre år af sit liv var han kendt som prins Alastair af Connaught. Derefter fik han høflighedstitlen jarl af Macduff. 

## Kongelige slægtninge
Gennem sin mor var Alastair af Connaught oldesøn af kong Edward 7. af Storbritannien og Alexandra af Danmark, dattersøn af Princess Royal Louise af Storbritannien, hertuginde af Fife samt grandfætter til dronning Elizabeth 2. af Storbritannien og kong Harald 5. af Norge.
Gennem sin far var Alastair af Connaught også oldesøn af Prins Albert af Sachsen-Coburg og Gotha og dronning Victoria af Storbritannien. Alastair var fætter til arveprins Gustav Adolf af Sverige og dronning Ingrid af Danmark.

## Forældre
Alastair af Connaught er det eneste barn af prins  Arthur af Connaught (1883-1938) og prinsesse Alexandra, 2. hertuginde af Fife (1891–1959). Prinsesse Alexandra var den ældste datter af Princess Royal Louise af Storbritannien, hertuginde af Fife (1867–1931) og Alexander Duff, 1. hertug af Fife (1849–1912).

## Arveret til tronen
Da Alastair af Connaught blev født, var han nummer ni i arvefølgen til den britiske trone. Da han døde var han nummer 12. 
Efter mormoderens død i 1931 var Alastair og hans mor var de første, der havde arveret, uden at være efterkommere af kong Georg 5. af Storbritannien.
Alastair af Connaught var ugift.

## Titler
- 1914 – 1917: Hans Højhed Prins Alastair af Connaught
- 1917 – 1942: Alastair, Jarl af Macduff
- 1942 – 1943: Hans Nåde Hertugen af Connaught og Strathearn

I 1917 besluttede Georg 5. af Storbritannien, at oldebørn af britiske konger og dronninger ikke længere skulle være prinser og prinsesser. Dermed mistede Alastair sin titel som prins.
I stedet fik Alastair sin mors høflighedstitel. (Hun var grevinde af Macduff, så han blev titulær jarl af Macduff). Titler som Markis af Macduff og Viscount Macduff (vicegreve Macduff) kommer fra Alastairs morfars familie. Titlen Jarl af Macduff er senere blevet brugt af efterkommere af én af Alastairs to skotske fætre (hans mors søstersøn). (Hans anden skotske fætter var hans fars søstersøn.)